# 萬德拉
58°39′15″N 25°2′13″E / 58.65417°N 25.03694°E
萬德拉，是愛沙尼亞派爾努縣北派尔努马市镇内的集鎮及其行政中心，位於該國西南部，處於首都塔林以南90公里，海拔高度41米，2017年該集鎮人口2,161。
万德拉曾是一个独立的城市型市镇。2017年爱沙尼亚行政改革后，万德拉市与其他市镇一起合并为新的北派尔努马市镇。